# I Can't Control Myself
I Can't Control Myself är en låt lanserad av den brittiska rockgruppen The Troggs 1966. Den skrevs av gruppens sångare Reg Presley. Liksom gruppens två föregående singlar nådde denna singel topp 10-placering i flera europeiska länder. I USA ansågs dock låtens text för utmanande och den spelades inte mycket i radio där, vilket ledde till en låg placering på Billboard Hot 100. Låten var också betydligt mer vågad än den föregående "With a Girl Like You" som i jämförelse hade en väldigt oskyldig text. "I Can't Control Myself" börjar med Reg Presley frenetiskt utbrista "Oh No!" och sedan följer textstrofer om sångarens begär för en kvinna med långt svart hår och korta byxor. 
Den har senare spelats in av The Ramones på albumet Acid Eaters.

## Listplaceringar
| Lista (1966)   | Position               |
| -------------- | ---------------------- |
| Australien     | 19 ("Go Set")          |
| Danmark        | 3 (DR "Top 20")        |
| Flandern       | 8                      |
| Frankrike      | 27                     |
| Irland         | 3                      |
| Kanada         | 44 (RPM)               |
| Nederländerna  | 5                      |
| Norge          | 4 (VG-lista)           |
| Storbritannien | 2                      |
| Sverige        | 7 (Kvällstoppen)       |
| Sverige        | 7 (Tio i topp)         |
| USA            | 43 (Billboard Hot 100) |
| Vallonien      | 3                      |
| Västtyskland   | 2                      |
| Österrike      | 3                      |